# Brock Nelson
Brock Nelson (Warroad, Minnesota, 15 de octubre de 1991), apodado Mr. Overtime o Brock 'n' Roll, es un jugador profesional estadounidense de hockey sobre hielo que se desempeña en la posición de centro en New York Islanders, equipo de la National Hockey League (NHL).

## Carrera
Fue seleccionado en la primera ronda en la NHL Entry Draft de 2010. En 2012 hizo su debut profesional con el equipo New York Islanders, donde lleva jugando doce temporadas.